# آساكورا (فوكوكا)
مدينة اساكورا (بالإنجليزية: Asakura)‏ هي أحد المدن التابعة لمحافظة فوكوكا. تأسست رسميًا في 20/03/2006. ويقدر عدد سكانها بـ 57881 نسمة حسب تقدير مكتب الإحصاء الياباني لعام 2012. تبلغ مساحة اساكورا 246.73 كم2. بكثافة سكانية تبلغ 235 نسمة/كم2.